# Tipula (Pterelachisus) excetra
Tipula (Pterelachisus) excetra is een tweevleugelige uit de familie langpootmuggen (Tipulidae). De soort komt voor in het Palearctisch gebied.